# Nissan Fuga
La Nissan Fuga è un'autovettura di medie dimensioni e di alta gamma prodotta dalla casa automobilistica giapponese Nissan Motor dal 2004 al 2022 in due generazioni. Disponibile solo con carrozzeria berlina quattro porte, era a trazione posteriore o integrale, e a motore anteriore. 
Era il modello successore della Nissan Cedric e della Nissan Gloria. Dal 2005 la Infiniti M, offerta anche al di fuori del Giappone, era identica alla Nissan Fuga e ne rappresentava quindi la sua versione da esportazione.

## La prima serie (Y50): 2004-2009

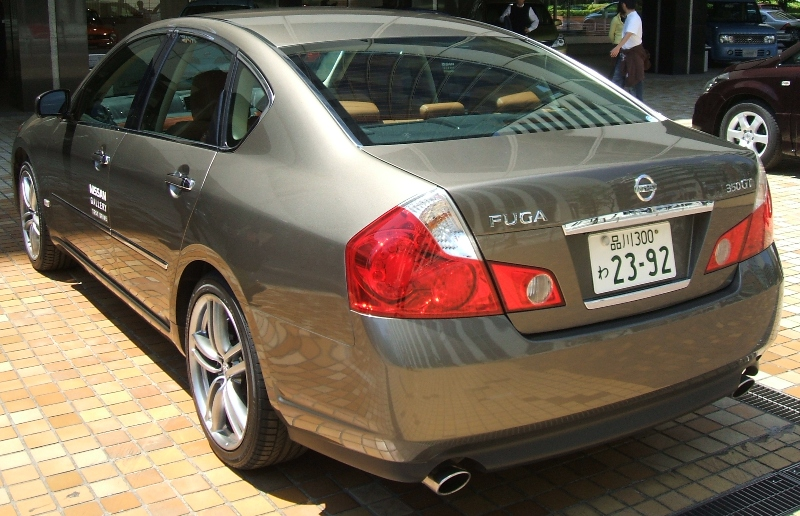
Il retro di una Nissan Fuga prima serie

La Fuga è stata presentata per la prima volta al pubblico al salone dell'automobile di Tokyo alla fine del 2003 ed è entrata in produzione nell'autunno 2004. La Fuga era basata sui modelli Infiniti M35 e Infiniti M45 venduti negli Stati Uniti.
Il cambio era automatico a cinque marce. La motorizzazione offerta era composta da un propulsore V6 da 2,5 L di cilindrata e 187 CV di potenza, da un motore V6 da 2,5 L e 218 CV, da un motore V6 da 3,5 L e 228 CV, da un motore V6 da 3,5 L e 311 CV e da un motore V6 da 4,5 L e 340 CV. Era a trazione posteriore e a motore anteriore. La trazione integrale era disponibile solo con il motore da 4,5 L.

## La prima serie (Y51): 2009-2022

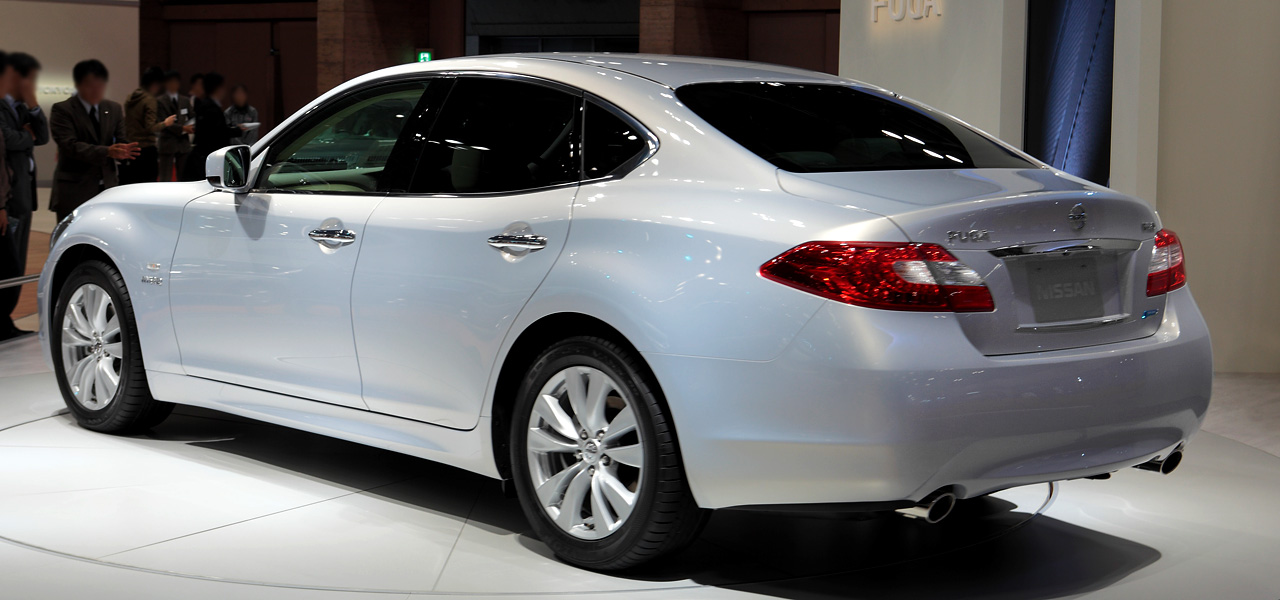
Il retro di una Nissan Fuga seconda serie

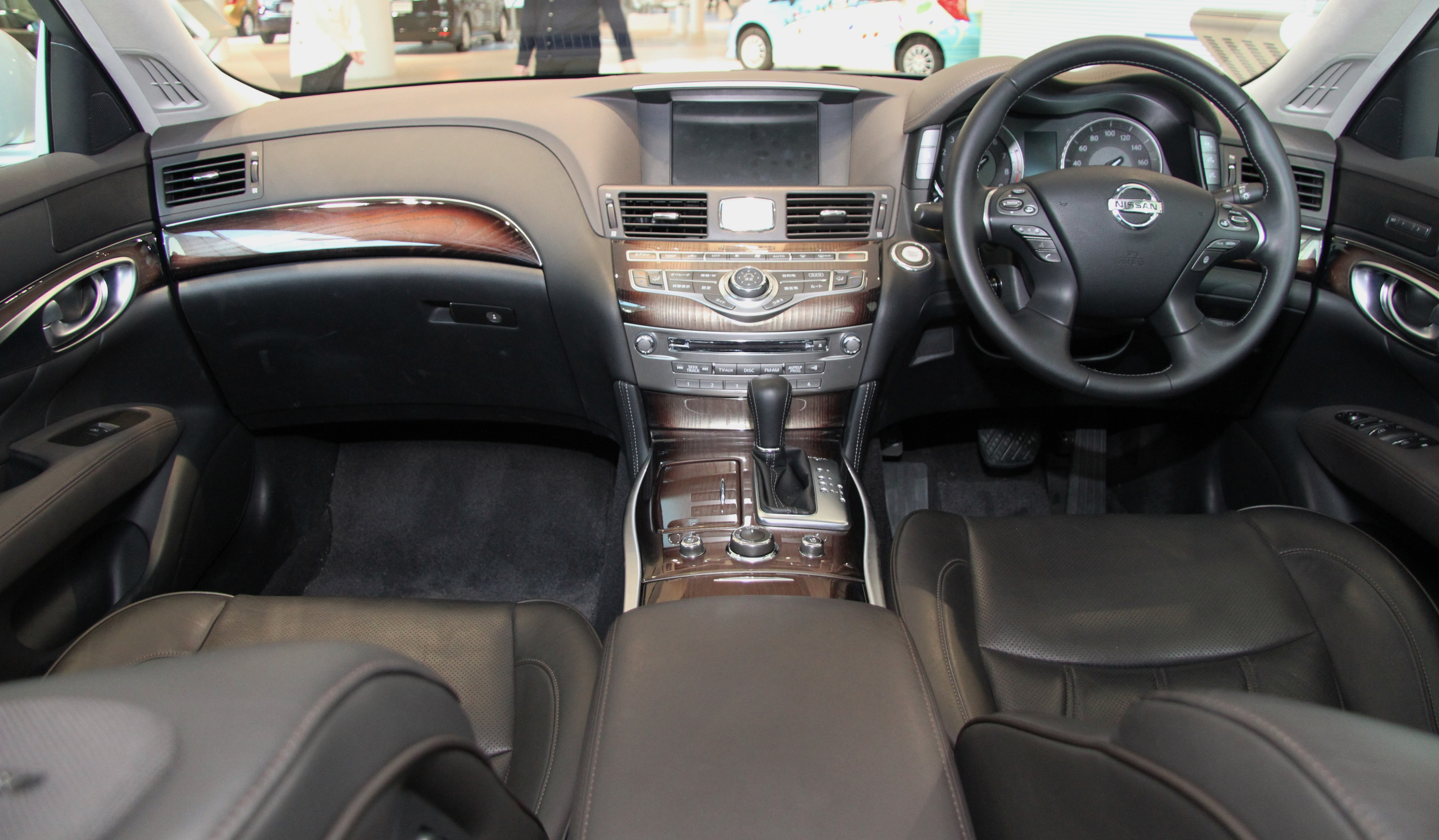
Gli interni di una Nissan Fuga seconda serie

Nell'ottobre 2009 debutta al salone dell'automobile di Tokyo la seconda generazione della Nissan Fuga, commercializzata solo in Giappone dal mese successivo. Solo l'identica Infiniti Q70 venne esportata in altri mercati.
Il cambio era automatico a sette marce. La motorizzazione offerta era composta da un propulsore V6 da 2,5 L di cilindrata e 218 CV di potenza, da un motore V6 da 3,7 L e 332 CV e da un motore V6 ibrido da 3,5 L e 311 CV, integrato da un motore elettrico avente una potenza massima di 49 CV. Era a trazione posteriore e a motore anteriore. La trazione integrale era disponibile solo con il motore da 3,7 L.